# Хиос (город)
Хи́ос (греч. Χίος — Chios) — город и порт в Греции, на острове Хиос в Эгейском море.
Административный центр нома Хиос. Население — 23 779 жителей (2001 год). Экспорт вина и фруктов.

## История
В VI в. до н. э. известны тираны Амфикл и Политекн. После них тиран Страттис правил как вассал Ахеменидов. Остров Хиос в V веке до н. э. был членом первого афинского морского союза; с 477 г. до н. э. пользовался некоторой автономией; в 413 г. до н. э. отпал от афинян и присоединился к Спарте. Афиняне и спартанцы неоднократно воевали из за обладания островом. В 387 г. до н. э. союз Хиоса с Афинами был возобновлён. Анталкидов мир положил ему конец, но в 377 г. до н. э. он был опять возобновлен. В 357 г. до н. э. Хиос вновь отпал от афинян; в 355 г. до н. э. заключил мир с афинянами, но последние должны были признать отделение Хиоса от союза.
До середины XIV века Хиос оставался под властью византийских императоров.
В 1346 году генуэзская торговая компания завоевала и колонизировала остров.
В 1566 году островом овладели турки. Под турецким господством население острова Хиос, преимущественно греческое, получило большие привилегии: хотя оно и находилось под управлением турецкого аги, но пользовалось правом выбора из своей среды должностных лиц и обладало славившимся по всему Востоку училищем. Хиос обыкновенно служил местом стоянки судов, плававших между Константинополем, Сирией и Александрией.
Период расцвета, когда на острове Хиос насчитывалось до 130 000 жителей, окончился во время греческой войны за освобождение. В 1822 году турки разорили и опустошили весь остров, не остался в стороне и главный город. В 1881 году на острове произошло страшное землетрясение, продолжавшееся с перерывами больше недели: больше 3000 человек погибло, город Хиос был разрушен почти полностью.

## Галерея

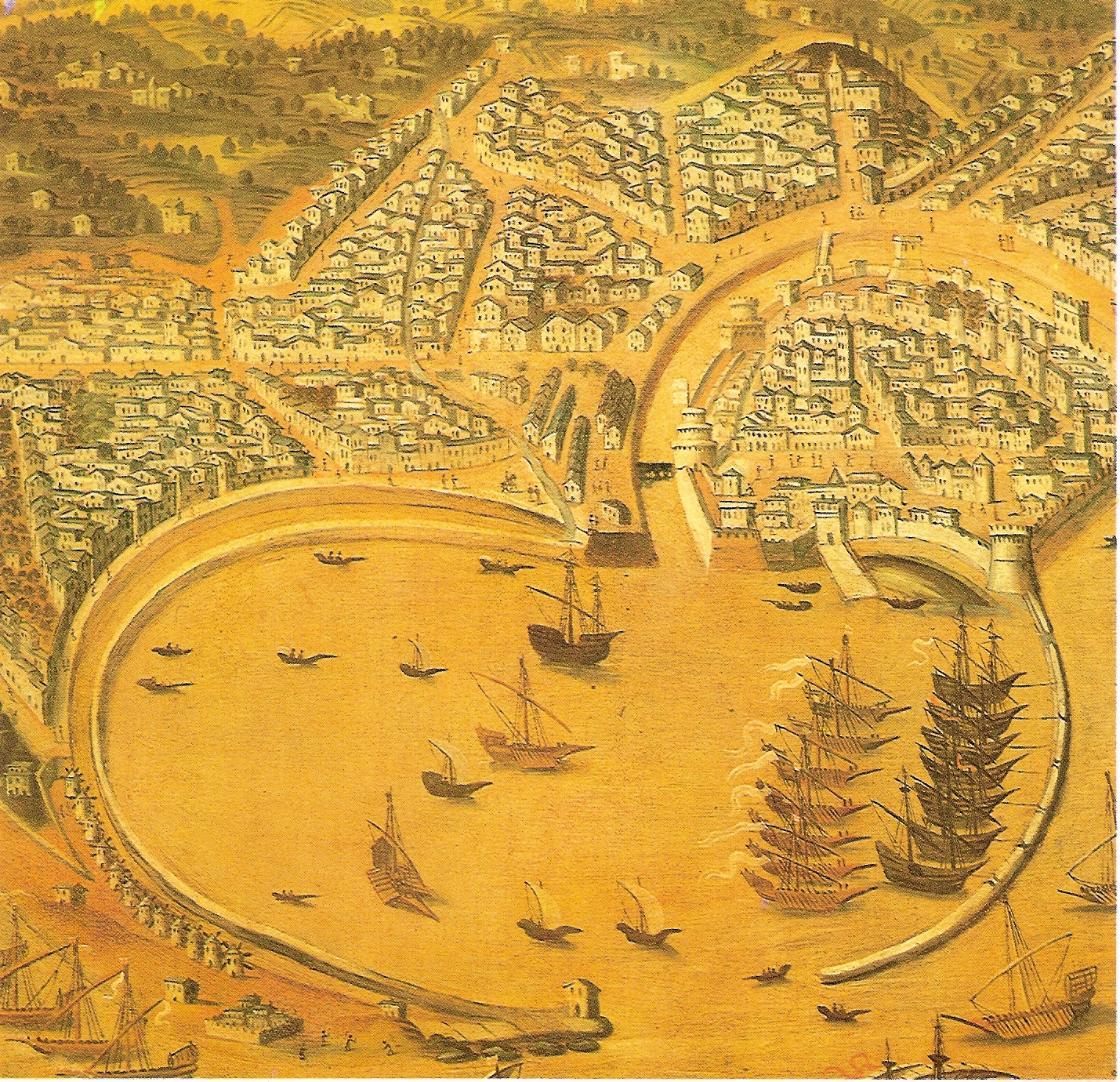
Хиос, XVI век
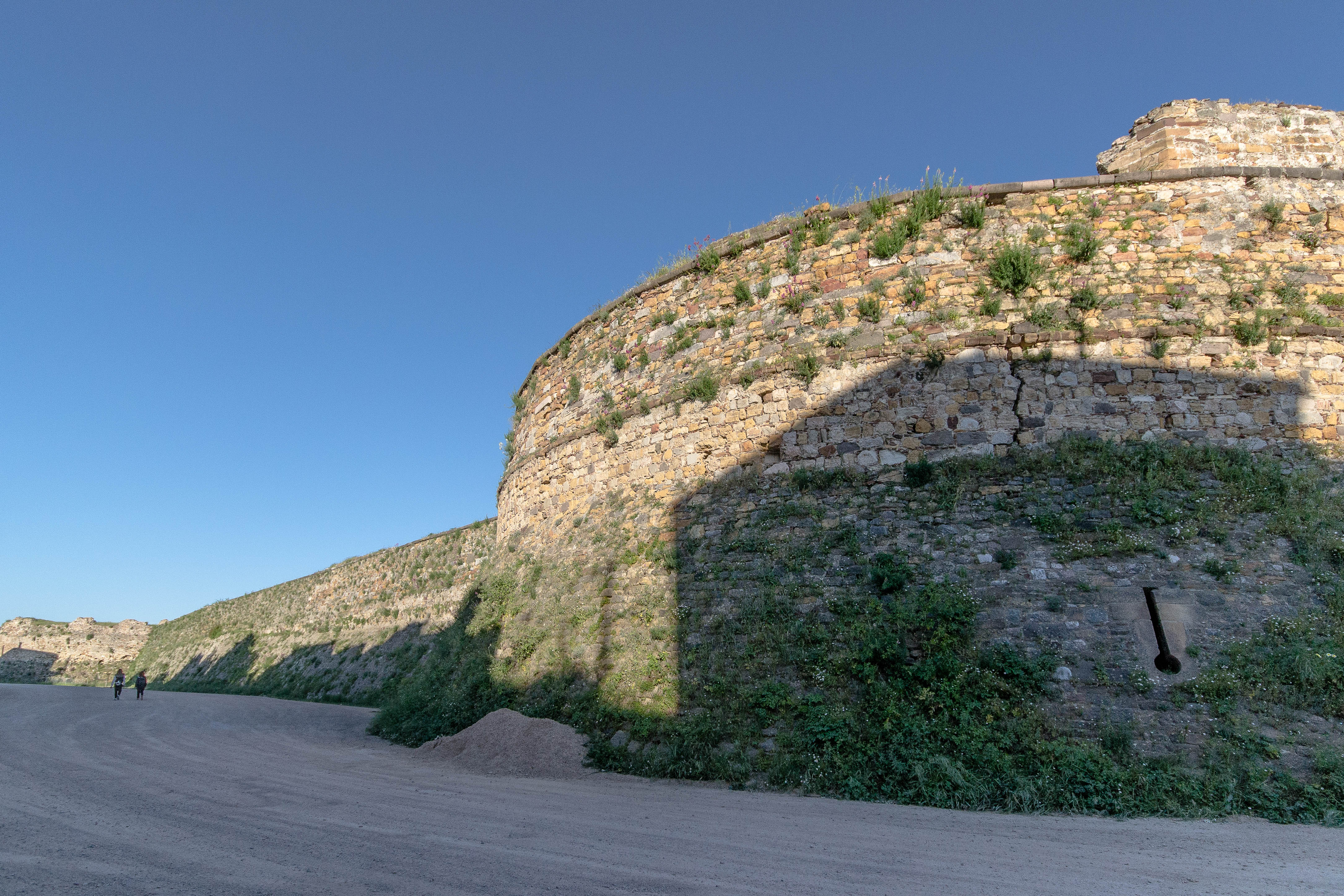
Генуэзская крепость
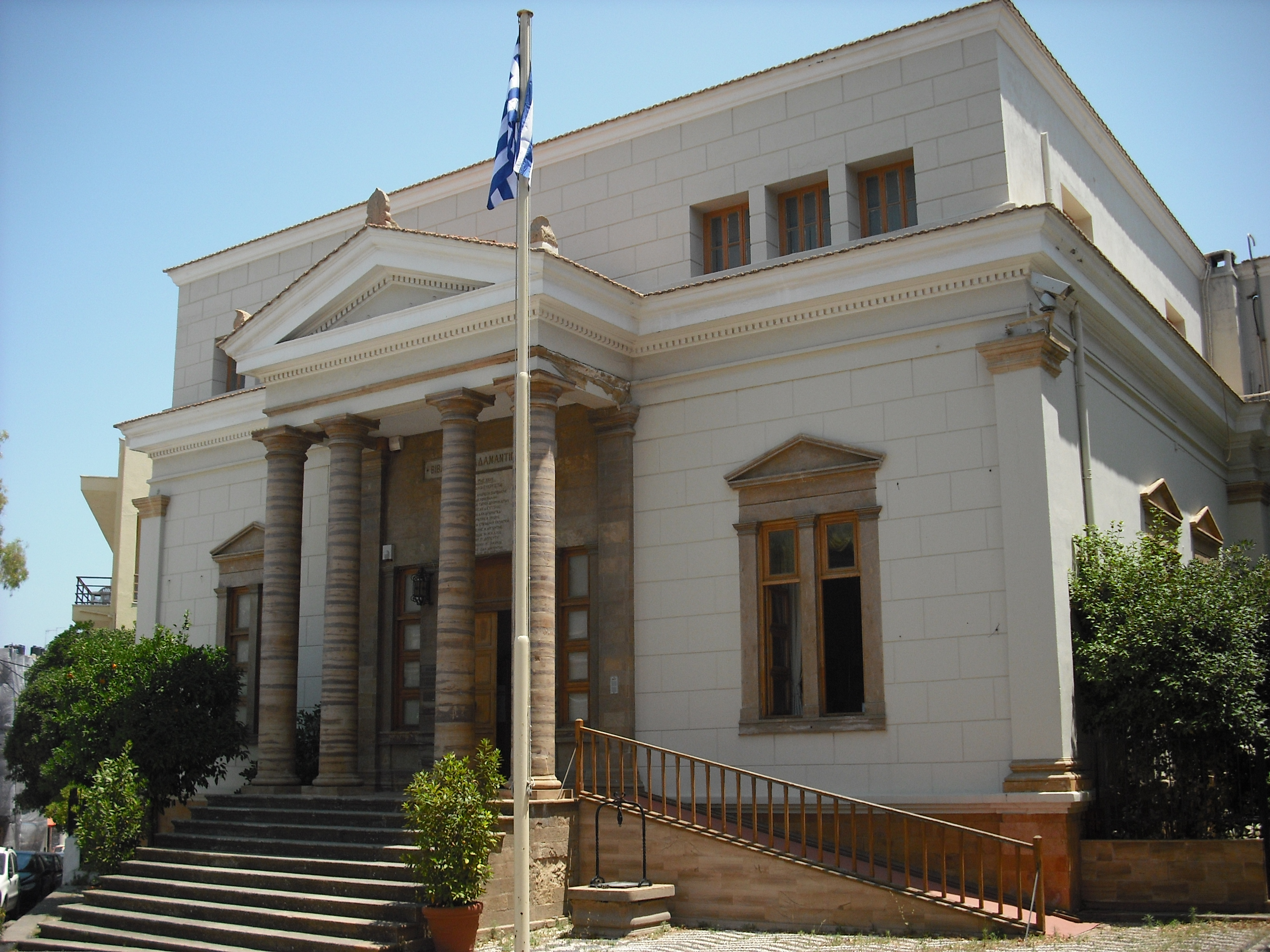
Публичная библиотека «Адамантиос Кораис»